# 沃尔特湖畔泰谢尔斯贝格
沃尔特湖畔泰谢尔斯贝格（德語：Techelsberg am Wörther See）是奥地利克恩顿州克拉根福乡村县的一个市镇。总面积28.32平方公里，总人口2181人，人口密度77.0人/平方公里（2005年）。